# Graham Verchere
Graham Marc Verchere (Vancouver, 4 de fevereiro de 2002) é um ator canadense, conhecido pelos papéis em Fargo, The Good Doctor, e Summer of '84.

## Carreira
Em 2014, ele conseguiu seu primeiro papel em My Little Pony: A Amizade É Mágica como Pip Squeak (voz).
Em 2017, ele apareceu como personagem recorrente Nathan Burgle em Fargo, Tommy Walters no filme Pica-Pau, e o papel do jovem Shaun Murphy em The Good Doctor.
Em 21 de agosto de 2018, foi anunciado que ele seria o papel masculino ao lado de Grace VanderWaal, na adaptação do filme Stargirl, de Jerry Spinelli, feita pela Disney.

## Filmografia

### Televisão
| Ano           | Título                               | Função                  | Notas                                     |
| ------------- | ------------------------------------ | ----------------------- | ----------------------------------------- |
| 2014-2017     | My Little Pony: A Amizade É Mágica   | Pip Squeak e Chipcutter | Voz; 4 episódios                          |
| 2014          | Psych                                | Buduski                 | Episódio: "A Nightmare on State Street"   |
| 2014          | Signed, Sealed, Delivered            | Jovem Danny Barrett     | Episódio: "The Masterpiece"               |
| 2014          | Along Came a Nanny                   | Brody                   | Filme para a televisão                    |
| 2015          | My New Best Friend                   | Jonathan                | Filme para a televisão                    |
| 2015          | Perfect Match                        | Luke                    | Filme para a televisão                    |
| 2015          | Impastor                             | Miles                   | Episódio: "The Body of Kenny Compels You" |
| 2015          | Once Upon a Time                     | Jovem Aprendiz          | Episódio: "Nimue"                         |
| 2015          | Turkey Hollow                        | Tim Emmerson            | Filme para a televisão                    |
| 2017          | Fargo                                | Nathan Burgle           | Papel recorrente; 7 episódios             |
| 2017–presente | The Good Doctor                      | O Jovem Shaun Murphy    | Recorrente                                |
| 2017          | Escape from Mr. Lemoncello's Library | Curtis Keeley           | Filme para a televisão                    |
| 2018          | Deadly Deed: A Fixer Upper Mystery   | Elliot                  | Filme para a televisão                    |
| 2018-presente | Supergirl                            | George Lockwood         | Recorrente                                |

### Filme
| Ano  | Título           | Função          |
| ---- | ---------------- | --------------- |
| 2017 | Woody Woodpecker | Tommy Walters   |
| 2018 | Summer of '84    | Davey Armstrong |

## Prêmios e indicações
| Ano  | Prêmio              | Categoria                                                                        | Trabalho indicado                  | Resultado | Ref.  |
| ---- | ------------------- | -------------------------------------------------------------------------------- | ---------------------------------- | --------- | ----- |
| 2015 | Young Artist Awards | Melhor Desempenho em apresentações ao Vivo – Jovem Ator                          | Mary Poppins                       | Indicado  | [ 5 ] |
| 2016 | Young Artist Awards | Melhor Desempenho em uma Voz Sobre Papel – Jovem Ator (12-21)                    | My Little Pony: A Amizade É Mágica | Venceu    | [ 6 ] |
| 2016 | Young Artist Awards | Melhor Desempenho em uma Série de TV – Ator coadjuvante                          | Once Upon a Time                   | Indicado  | [ 6 ] |
| 2016 | Young Artist Awards | Melhor Desempenho em uma Série de TV – Guest Starring Jovem Ator (11-13)         | Impastor                           | Venceu    | [ 6 ] |
| 2016 | Young Artist Awards | Melhor Performance em um Filme de TV, Minissérie ou Especial – Piloto Jovem Ator | Perfect Match                      | Indicado  | [ 6 ] |